# Cossé-le-Vivien

Cossé-le-Vivien este o comună în departamentul Mayenne, Franța. În 2009 avea o populație de 2,940 de locuitori.